# Gåser Sogn
Gåser Sogn var et sogn i Aalborg Nordre Provsti (Aalborg Stift).
Gåser Kirke blev opført i 1903, og Gåser blev et kirkedistrikt i Øster Hassing Sogn, der hørte til Kær Herred i Ålborg Amt. Vester Hassing-Øster Hassing sognekommune blev ved kommunalreformen i 1970 indlemmet i Hals Kommune, der ved strukturreformen i 2007 indgik i Aalborg Kommune.
Da kirkedistrikterne blev nedlagt 1. oktober 2010, blev Gåser Kirkedistrikt udskilt fra Øster Hassing Sogn som det selvstændige Gåser Sogn. Men det blev 27. november 2016 igen lagt sammen med Øster Hassing Sogn til Øster Hassing-Gåser Sogn. 
Stednavne, se Øster Hassing Sogn.